# Kövirózsacserjefajok listája
A kövirózsacserje (Aeonium) a kőtörőfű-virágúak (Saxifragales) rendjébe, ezen belül a varjúhájfélék (Crassulaceae) családjába és a fáskövirózsa-formák (Sempervivoideae) alcsaládjába tartozó nemzetség.

## Rendszerezés

### Fajcsoportok és alfajcsoportok
Az alábbi fajokat és hibrideket a következő fajcsoportokba és alfajcsoportokba sorolják be:
- Aeonium sect. Aeonium Webb & Berthel.
- Aeonium sect. Chrysocome Webb in Engl. ex Christ
  - Aeonium ser. Chrysocome H.Y.Liu
  - Aeonium ser. Simsii H.Y.Liu
- Aeonium sect. Greenovia (Webb & Berthel.) T.Mes in 't Hart & Eggli
- Aeonium sect. Leuconium A.Berger in Engl. & Prantl
- Aeonium sect. Megalonium A.Berger in Engl. & Prantl
- Aeonium sect. Patinaria (R.Lowe) A.Berger in Engl. & Prantl
  - Aeonium ser. Patinaria H.Y.Liu
  - Aeonium ser. Praegeri H.Y.Liu
- Aeonium sect. Petrothamnium (Webb ex Christ) H.Y.Liu
- Aeonium sect. Pittonium A.Berger in Engl. & Prantl

### Fajok és hibridek
A nemzetségbe az alábbi 43 faj és 44 hibrid tartozik:
- Aeonium × aguajilvense Bañares
- Aeonium aizoon (Bolle) T.H.M.Mes
- Aeonium × anagense P.V.Heath
- Aeonium appendiculatum Bañares
- fatermetű kövirózsacserje (Aeonium arboreum) (L.) Webb & Berthel. - típusfaj
- Aeonium aureum (C.Sm. ex Hornem.) T.H.M.Mes
- Aeonium balsamiferum Webb & Berthel.
- Aeonium × barbatum Webb & Berthel.
- Aeonium × beltranii Bañares
- Aeonium × bollei G.Kunkel
- Aeonium × bornmuelleri Bañares
- Aeonium × burchardii (Praeger) Praeger
- Aeonium × cabrerae Bañares
- Aeonium canariense (L.) Webb & Berthel.
- Aeonium castello-paivae Bolle
- Aeonium × castellodecorum Bañares
- Aeonium ciliatum (Willd.) Webb & Berthel.
- Aeonium × cilifolium Bañares
- Aeonium × claperae Arango
- Aeonium cuneatum Webb & Berthel.
- Aeonium davidbramwellii H.Y.Liu
- Aeonium decorum Webb ex Bolle
- Aeonium diplocyclum (Webb ex Bolle) T.H.M.Mes
- Aeonium dodrantale (Willd.) T.H.M.Mes
- Aeonium × edgari P.V.Heath
- Aeonium escobarii Rebmann & Malkm.-Huss.
- Aeonium glandulosum (Aiton) Webb & Berthel.
- Aeonium glutinosum (Aiton) Webb & Berthel.
- Aeonium gomerense (Praeger) Praeger
- Aeonium goochiae Webb & Berthel.
- Aeonium gorgoneum J.A.Schmidt
- Aeonium haworthii Webb & Berthel.
- Aeonium × hernandezii Bañares
- Aeonium hierrense (R.P.Murray) Pit. & Proust
- Aeonium × holospathulatum Bañares
- Aeonium × hornemannii Bañares
- Aeonium × isorense Bañares
- Aeonium × lambii Voggenr. ex Bañares
- Aeonium lancerottense (Praeger) Praeger
- Aeonium × laxiflorum (Macarrón & Bañares) Bañares
- Aeonium × lemsii G.Kunkel
- Aeonium leucoblepharum Webb ex A.Rich.
- Aeonium × lidii Sunding & Kunkel
- Aeonium lindleyi Webb & Berthel.
- Aeonium × loartei Tavorm.
- Aeonium manriqueorum Bolle
- Aeonium mascaense Bramwell
- Aeonium × meridionale Bañares
- Aeonium × mixtum P.V.Heath
- Aeonium nobile (Praeger) Praeger
- Aeonium × nogalesii Bañares
- Aeonium × occidentale Bañares
- Aeonium × orbelindense Bañares
- Aeonium palmense Webb ex Christ
- Aeonium percarneum (R.P.Murray) Pit. & Proust
- Aeonium × perezii Bañares
- Aeonium × praegeri G.Kunkel
- Aeonium × proliferum Bañares
- Aeonium × pseudohawbicum Bañares
- Aeonium pseudourbicum Bañares
- Aeonium × puberulum Bañares & A.Acev.-Rodr.
- Aeonium × riosjordanae (Bañares) Bañares
- Aeonium × robustum Bañares
- Aeonium rubrolineatum Svent.
- Aeonium × sanchezii Bañares
- Aeonium saundersii Bolle
- Aeonium sedifolium (Webb ex Bolle) Pit. & Proust
- Aeonium × septentrionale Bañares & C.Ríos
- Aeonium simsii (Sweet) Stearn
- Aeonium smithii (Sims) Webb & Berthel.
- Aeonium spathulatum (Hornem.) Praeger
- Aeonium × splendens Bramwell & G.D.Rowley
- Aeonium stuessyi H.Y.Liu
- Aeonium × sventenii G.Kunkel
- Aeonium tabuliforme (Haw.) Webb & Berthel.
- Aeonium × tamaimense Bañares
- Aeonium × teneriffae Bramwell & G.D.Rowley
- Aeonium × tijarafense A.Santos ex Bañares
- Aeonium × timense Bañares & Macarrón
- Aeonium × uhlii Tavorm. & S.Tavorm.
- Aeonium undulatum Webb & Berthel.
- Aeonium urbicum (C.Sm. ex Hornem.) Webb & Berthel.
- Aeonium valverdense (Praeger) Praeger
- Aeonium × velutinum (N.E.Br.) Praeger
- Aeonium virgineum Webb ex Christ
- Aeonium volkeri E.Hern. & Bañares
- Aeonium × wildpretii Bañares